# Eupsilia sidus
Eupsilia sidus là một loài bướm đêm trong họ Noctuidae.